# Mühlbach (Karlstadt)
Mühlbach ist ein Gemeindeteil der Kreisstadt Karlstadt im unterfränkischen Landkreis Main-Spessart in Bayern.

## Geographie

### Lage
Das Pfarrdorf, auf dessen nördlichen Gemarkungsgebiet sich die Karlsburg befindet, liegt 195 m ü. NHN zwischen Karlstadt und Lohr am Main an der Staatsstraße 2435, in die im Norden des Ortes aus Richtung Würzburg die Staatsstraße 2300 einmündet, in die im Süden des Ortes aus Richtung Marktheidenfeld die Staatsstraße 2438 einmündet. Durch Mühlbach verläuft der Fränkische Marienweg.

### Nachbargemarkungen
Nachbargemarkungen im Uhrzeigersinn im Norden beginnend sind Karlburg, Karlstadt, Laudenbach und an einem Punkt Rohrbach.

### Gewässer
Ein nach Osten fließender Bach mit einer Länge von etwa 330 m entspringt und mündet im Ort in den Main.

## Geschichte

### Vor der Gebietsreform in Bayern

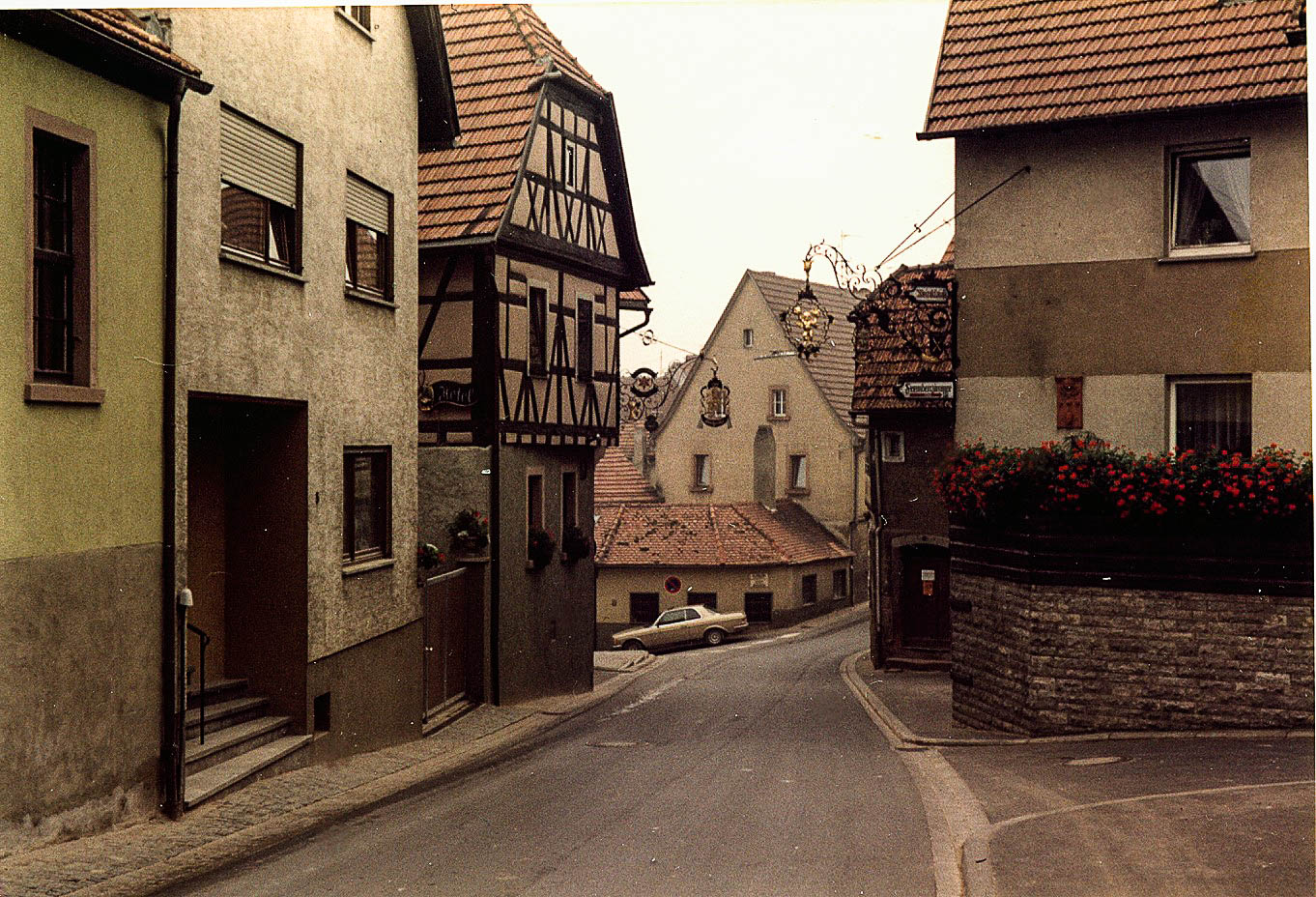
Mühlbach (1984)

Mühlbach war eine eigenständige Gemeinde im Landkreis Karlstadt bis zu dessen Auflösung.

### Seit der Gebietsreform in Bayern
Seit dem 1. Juli 1972 gehört Mühlbach zum Landkreis Main-Spessart und ist seit dem 1. Mai 1978 ein Gemeindeteil von Karlstadt. Das Dorf hatte am 1. Januar 2023 eine Einwohnerzahl von 431.

## Religion
Mühlbach ist katholisch geprägt. Die Pfarrei Vierzehn Nothelfer gehört zum Dekanat Karlstadt.

## Persönlichkeiten
- Ferdinand Broili (1874–1946), Geologe und Paläontologe